# Gaston Chazette
Pour les articles homonymes, voir Chazette.
Gaston Chazette, né le 13 mars 1899 à Chambon-sur-Voueize et mort le 30 avril 1961 à Bourganeuf, est un homme politique français, membre du Parti socialiste SFIO, ancien sénateur socialiste de la Creuse.

## Biographie
Après de brillantes études, Gaston Chazette exerça la profession d'avocat à Paris et eut des responsabilités politiques à Courbevoie. De retour en Creuse, après avoir participé à la Résistance, il fit partie des membres influents de la SFIO dans ce département. Gaston Chazette fut maire et conseiller général de Bourganeuf. Il devint, après un autre représentant de la SFIO élu en 1946, Paul Pauly, le second Sénateur de la Creuse sous la Quatrième République. Élu en 1948, il perdit son siège après une parole malheureuse à l'égard des communistes qui, à l'occasion des élections sénatoriales de 1959, reportèrent leurs suffrages sur Eugène Romaine (Gauche démocratique) qui fut élu.
Par la suite, Gaston Chazette abandonna son siège au conseil général au profit d'André Chandernagor.

## Détail des fonctions et des mandats
Mandat parlementaire
- 7 novembre 1948 - 26 avril 1959 : Sénateur de la Creuse

### Mandats locaux
- mai 1947 - mars 1959 : Maire de Bourganeuf
- 1946 - 30 avril 1961 : Conseiller général du canton de Bourganeuf